# فقه اللغة الإسبانية

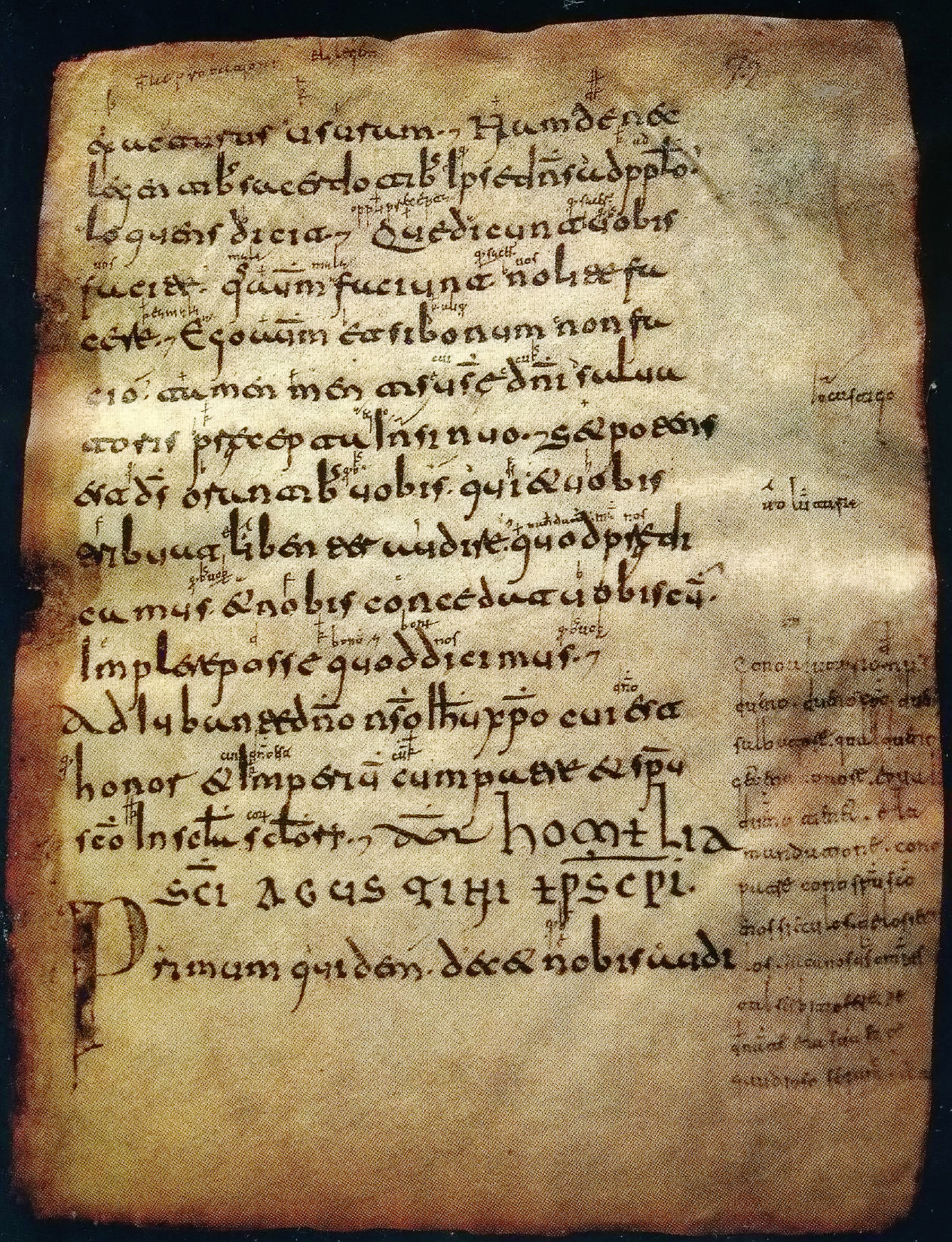
الصفحة 72 من المخطوطة الايمليانينسية 60، واحدة من أقدم المخطوطات ضمن مجموعة متنوعة رومانيقية تتعلق بالإسبانية الحالية. لاحظ اللمعان في الهامش.

فقه اللغة الإسبانية (أو ما يُدعى بالفيلولوجيا الإسبانية): يعد فرع من فروع فقه اللغة الذي يتناول دراسة اللغة الإسبانية وآدابها، بالاضافة للغات والآداب الأخرى الموجودة في إسبانيا ولا سيما في الجامعات التي تفتقر لتقديم درجات في فقه اللغة المتخصصة بتلك اللغات، وتُعد مسؤولة عن تجميع وفهم محتوى النصوص، من خلال تحليل اللسانيات اللغوية، وهو مناط أيضا بفك الرموز وبالتفسير الجزئي والشامل للنصوص المكتوبة باللغة الاسبانية سواء كانت منبثقة من إسبانيا أو من الدول الناطقة بتلك اللغة، بالإضافة لتحليل الجوانب الثقافية والإنسانية الواردة في تلك النصوص، فلذلك يعد فقه اللغة الإسبانية أو ما يسمى بالفيلولوجيا الإسبانية قسم من أقسام من فقه اللغة المسؤول عن البحث، وإيجاد، وإعادة بناء، وتثبيت، وتوضيح، وقراءة، وتفسير النصوص باللغة الإسبانية.
يُدرج هذا المقرر في جميع البلدان الناطقة باللغة الاسبانية ضمن الجامعات سواء كانت تتضمن أكاديمية لغة أم لا كتلك التي تدرّسها ضمن جامعاتها نظراً لأهمية هذه اللغة فضلاً عن رغبة الطلاب، ومعظم تلك البلدان داخل الإتحاد الأُوروبي فضلاً عن الولايات المتحدة الأمريكية ،وروسيا، والفليبين، وكوريا الجنوبية، واليابان، وغيرها الكثير.
على صعيد نشر وتعليم اللغة عالمياً يتولى معهد ثيربانتيس المّهمة في حين أن معنى فقه اللغة الإسبانيّة يُعَبّر عن دراسة بنية اللغة وأصلها إلى جانب دراسة الأعمال الأدبيّة المكتوبة باللغة الإسبانية.
يُدرس هذا التخصص في إسبانيا وفق شهادة جامعية من الدّرجة الأولى (بكالوريوس)، أو الثّانية (الماجستير)، وتقوم المناهج المُعتمَدة لِمَنح درجة البكالوريوس في فقه اللغة الإسبانيّة بتدريس فقه اللغة العام مع التركيز بِشكل خاص على ما يخص اللغة الإسبانية في المجالات كافة:اللغوية والأدبيّة والثّقافيّة...

يمكننا العثور على العديد من المعلومات حول فقه اللغة الإسبانية ضمن كتاب "مدخل لدراسة فقه الفيلولوجيا اللاتينية  " بِقلم (فيكتور خوسيه هيريرو),عام 1976، وبالانتقال إلى الصفحة رقم 17 ، نرى أنه يقتبس من (وولف) :
"فقه اللغة هو دراسة ما هو ضروري للتّفسير الصحيح للنّص الأدبي" .
يجب مراعاة عديد الجوانب عند دراسة هذا الفرع كالحقبة الزمنيّة والتقاليد والشخصيات الأسطورية والجغرافيا إلى ما هنالك....

في الصفحة ذاتها يُشير إلى بويك الذي يقول أنّ فقه اللغة:
"هو علم المعهود" 
فهو يمثل دراسة اللغة، والأدب، والفن، والسياسة، والتقاليد.